# 風間俊治
風間 俊治（かざま としはる、1967年9月26日 - ）は、埼玉県春日部市出身のドリフトドライバー。
埼玉県春日部市にある自動車改造を専門とする整備工場「風間オートサービス」の経営者でを、自身のショップで製作したチューニングカーに乗り込み、ドライバーとしてD1グランプリやフォーミュラ・ドリフト ジャパンに参戦している。
ドリフト業界には同じ「風間」姓を持つ風間靖幸が存在するが、血縁関係はなく別人物。

## 来歴
レストランを経営する実家で育ち、ウエイターとして家業を手伝うなか来客が中古車を探しているという話題を聞き、友人が乗っていたトヨタ・ソアラを紹介する。これがきっかけとなり中古車販売のブローカーを経て、1991年に有限会社風間オートサービス」を設立、1994年より現在の埼玉県春日部市（旧北葛飾郡庄和町）に中古車販売・チューニングを行う整備工場として店舗を構える。
車両製作のかたわらチューニングパーツを制作・販売を始め、現在ではアフターパーツメーカー並みの知名度を誇る。特にエアロパーツやサスペンションアーム類が人気で多くのユーザーが利用している。
2003年5月15日、長野県ラリーキッズ伊那で開催された第84回いか天関東大会団体戦にエントリーし、これがドリフト大会への初参加となる。自社のエアロパーツを装着したS15シルビアで参加していたが、土手に乗り上げフロントバンパーを大破してしまった。
その後、稲田大二郎から大会参加を勧められ、D1SLへの出場を目指した挑戦を始める。
2007年10月6日、第3回 ORCドリフトドリームマッチに出場。大井貴之、川畑真人とチームを組み自身はコースアウトでクラッシュするも2位の成績を収め、審査員の土屋圭市によりD1SLライセンスが与えられた。
D1SLライセンスの獲得以前から、予選会に参戦する姿はビデオオプションの人気企画となり、ライセンス獲得後も「ヘタッピ風間のD1SL参戦記」として連載が続いた。
2013年10月6日、D1SL参戦に区切りをつけるとして日光サーキットでの最終戦で引退セレモニーが開催され、当時極真空手に入門していたことから瓦割りを披露し、参加選手らによる胴上げが行われた。
2015年、新たにシリーズが発足され日本で開催されることとなったフォーミュラ・ドリフト・ジャパンへの参戦を表明。ドリフトドライバーとしてキャリア復帰することとなった。
2022年シーズンをもってフォーミュラ・ドリフト・ジャパンへの参戦を終了。2023年からはチーム監督の立場に専念している。
2024年1月、東京オートサロン2024内「東京国際カスタムカーコンテスト2024」にて風間オートサービスが製作したGR86カーボンスペック／ドリフトがドレスアップ・スポーツカー部門の最優秀賞を受賞し、グランプリにも輝いた。

## エピソード
自動車愛好家向けセルビデオ（DVD）のビデオオプションは「ヘタッピ風間」として頻繁に出演しており、自身のD1SL参戦へのドキュメンタリー企画のほかに、自動車サッカーや実物大ラジコンレース、いかす走り屋チーム天国等の人気企画にも登場。この数々の映像に出演したことがきっかけで知名度が高くなったと言える。
ビデオオプションのD1SLライセンス取得企画では、練習ではキチンとドリフトできるものの、本番では緊張から失敗ばかりしてしまう事から「ノミの心臓」というあだ名をつけられてしまった。
特に親交の深い業界関係者はチューニングカーマガジンOPTIONの創設者である稲田大二郎。「カザマ」「Daiちゃん」と呼び合う仲であり、ドリフト大会に参加する際のエントリーナンバーに使用するゼッケン55番は稲田大二郎の愛称である「GOGO大二郎」に由来している。
著名なドリフトドライバー兼チューニングショップ代表であるアンドリュー・グレイ、伊藤満紀はどちらも風間オートサービスの元スタッフであり、スタッフから独立後も良好な関係を保っているという。
好きな自動車ブランドはレクサス。ISシリーズが発売されてすぐにGTコンセプトの自社ブランドエアロパーツを製作し、東京オートサロンに出展。フォーミュラ・ドリフト・ジャパンにおいてもチームの車両としてレクサスRC、IS500をベースに選ぶほど。
昨今のスポーツカーの中古車市場の高騰に伴い、発売当初からトヨタ・86/BRZのドリフト適正を高めるアフターパーツ開発に着手してきた。
ドリフトラジコン全盛期には、自社で部品を開発・制作していたほか、ショップ内にラジコンサーキットを開設していた（現在は閉鎖）。